# Bendego
Bendego — метеорит-хондрит масою 5000 кілограм.